# 2011년 토론토 국제 영화제
제36회 토론토 국제 영화제는 2011년 9월 8일에 열린 시상식이다.

## 수상 및 후보

### 관객상
- 웨어 두 위 고 나우? - 나딘 라바키 수상
- 아일랜드 프레지던트 - 존 쉔크 수상
- 레이드 - 가렛 에반스 수상

### 캐나다 단편영화상
- 더블에스 위드 슬라이트 페퍼 - 이안 하나린 수상

### FIPRESCI-상
- 아발론 - 엑셀 피터슨 수상
- 더 퍼스트 맨 - 지아니 아멜리오 수상

### 캐나다 신인감독상
- 에드윈 보이드 - 나단 몰랜도 수상

### 캐나다 퍼스트! 부문
- 에이미 조지 - 요나 루이스 외 1명
- 굿 보이 - 이삭 크래빗
- 리브 잇 온 더 룰 플로어 - 쉘든 래리
- 누잇 #1 - 안 에몽
- 디 어즈 - 사이몬 데이비슨
- 페이트런 세인트 - 브라이언 M. 캐시디 외 1명
- 로미오 일레븐 - 이반 그르보비치
- 웻랜드 - 기 에두앙

### 캐나다의 열린 도약 부문
- 하드 코어 로고 - 브루스 맥도널드

### 현대 세계 영화 부문
- 388 아레타 애비뉴 - 랜들 콜
- 올웨이즈 브랜도 - 리다 베히
- 아자가사미의 말 - 수신디란 날루사미
- 뷰티 - 올리버 헤르마누스
- 빌리 비숍 고즈 투 워 - 바바라 윌리스 스위트
- 블러드 오브 마이 블러드 - 조아오 카니조
- 본사이 - 크리스티안 히메네즈
- 컬러 오브 더 오션 - 매기 페렌
- 데스 오브 세일 - 파우지 벤사이디
- 엘레나 - 안드레이 즈비아긴체프
- 엑스트러터레스트리얼 - 나초 비가론도
- 각주 - 요세프 세다르
- 더 포기브니스 오브 블러드 - 조슈아 마스턴
- 프리 멘 - 이스마일 파루키
- 코쿠리코 언덕에서 - 미야자키 고로
- 어 퍼니 맨 - 마틴 잔드블리엣
- 퓨쳐 라스트 포에버 - 외즈잔 알페르
- 굿 바이 - 모하메드 라술로프
- 굿바이 퍼스트 러브 - 미아 한센-러브
- 길티 - 벵상 가렌크
- 집시(영어판) - 마틴 슐리크
- 헬리노 - 조시 헨리크 폰세카
- 두더지 - 소노 시온
- 호텔 손니 - 카트 빌즈
- 아임 유어스 - 레너드 팔린저
- 아일런즈 - 스테파노 키안티니
- 쥬앙 오브 더 데드 - 알레한드로 브뤼게
- 랜드 오브 어블리비언 - 미할 보가님
- 라스트 데이즈 인 예루살렘 - 타우픽 아부 와엘
- 라스트 윈터 - 존 샨크
- 레나 - 크리스토프 반 롬페이
- 립스틱카 - 조나단 사갈
- 럭키 - 아비 루트라
- 맨 온 그라운드 - 아킨 오모토소
- 미하엘 - 마커스 슐레진저
- 마이클 - 다스굽타 리부
- 미스 발라 - 헤랄도 나란요
- 미스터 트리 - 한 지에
- 오마 킬드 미 - 로쉬디 젬
- 보케르 토브 아돈 피델만 - 요시 마드모니
- 로즈 - 보이첵 스마르좁스키
- 러프 핸드 - 모하메드 아슬리
- 씨민과 나데르, 별거 - 아쉬가르 파라디
- 실버 클리프 - 카림 아이누즈
- 시스터스 앤 브라더스 - 칼 베세이
- 선즈 오브 노르웨이 - 옌스 리엔
- 슈퍼클라시코 - 올레 크리스찬 매드슨
- 싱크 오브 미 - 브라이언 와이즈만
- 그녀가 본 유에프오 - 구오 시아루
- 유니온 스퀘어 - 낸시 사보카
- 유어 시스터즈 시스터 - 린 쉘튼

### 디스커버리 부문
- 라스 아카시아 - 파블로 지오르젤리
- 알로이스 네벨 - 토마스 루네크
- 원더 온스 - 마르코 반 게펜
- 아발론 - 엑셀 피터슨
- 백 투 스테이 - 밀라그로스 무멘탈러
- 비홀드 더 램 - 존 매킬더프
- 호흡 - 칼 마르코빅스
- 더 브룩클린 브라더스 비트 더 베스트 - 라이언 오넌
- 번오핸 - 데인 세이드
- 커첼라 - 조셉 이스라엘 라반
- 더 굿 선 - 자이다 베르그로트
- 하비비 - 수잔 요셉
- 하나안 - 박루슬란
- 히스토리아즈 케 소 엑시스텀 퀀도 렘브라다스 - 줄리아 무랫
- 인베이더 - 니콜라스 프로보스트
- 젬 르가르데 레 필레 - 프레드 로프
- 로스트 인 파라다이스 - 부 응옥 당
- 디 아더 사이드 오브 슬립 - 레베카 댈리
- 파리아 - 디 리스
- 로만 서킷 - 세바스찬 브람
- 썸머 게임 - 롤랜도 콜라
- 소드 아이덴티티 - 서호봉
- 트위기 - 엠마누엘 밀레
- 트와일라잇 포트레이트 - 안젤리나 니코노바
- 볼케이노 - 루나 루나슨

### 갈라스 부문
- 앨버트 놉스 - 로드리고 가르시아
- 더 어웨이크닝 - 닉 머피
- 비러브드 - 크리스토프 오노레
- 버터 - 짐 필드 스미스
- 댄저러스 메소드 - 데이빗 크로넨버그
- 프롬 더 스카이 다운 - 데이비스 구겐하임
- 해피 이벤트 - 레미 베잔송
- 히스테리 - 타니아 웩슬러
- 더 아이즈 오브 마치 - 조지 클루니
- 킬러 엘리트 - 개리 맥켄드리
- 더 레이디 - 뤽 베송
- 머신 건 프리처 - 마크 포스터
- 머니볼 - 베넷 밀러
- 페이지 에이트 - 데이비드 헤어
- 피스, 러브, & 미선더스탠딩 - 브루스 베레스포드
- 스타벅 - 켄 스콧
- 테이크 디스 왈츠 - 사라 폴리
- 트레스패스 - 조엘 슈마허
- W.E - 마돈나
- 위니 - 다렐 루트

### 마스터스 부문
- 올메이어스 폴리 - 샹탈 애커만
- 파우스트 - 알렉산더 소쿠로프
- 하드 코어 로고 2 - 브루스 맥도널드
- 르 아브르 - 아키 카우리스마키
- 아이 워시 - 고레에다 히로카즈
- 더 키드 위드 어 바이크 - 장 피에르 다르덴
- 원스 어폰 어 타임 인 아나톨리아 - 누리 빌게 제일란
- 아웃사이드 사탄 - 브루노 뒤몽
- 피나 - 빔 벤더스
- 레스트리스 - 구스 반 산트
- 스노우 오브 킬리만자로 - 로베르 게디기앙
- 인 필름 니스트 - 모지타바 미르타마숩 외 1명
- 토리노의 말 - 아그네스 흐라니츠키 외 1명

### 매버릭 부문
- 베리모어 - 에릭 카누엘
- Deepa Mehta and Salman Rushdie
- In Conversation With...Francis Ford Coppola
- 아일랜드 프레지던트 - 존 쉔크
- 러브 위 메이크 - 브래들리 캐플란 외 1명
- 닐 영 저니스 - 조나단 드미
- Sony Pictures Classics 20th Anniversary: Michael Barker and - 톰 버나드
- 타흐릴 2011 - 에이텐 아민 외 2명

### 미드나잇 매드니스 부문
- 더 데이 - 더글러스 아니오코스키
- 갓 블레스 아메리카 - 밥 골드웨이트
- 인시던트 - 알렉상드르 꾸르뜨
- 킬 리스트 - 벤 웨틀리
- 리비드 - 알렉상드르 뷔스티요 외 1명
- 러블리 몰리 - 에두아르도 산체스
- 레이드 - 가렛 에반스
- 슬립리스 나이트 - 프레더릭 자뎅
- 스머글러 - 너의 미래를 옮겨라 - 이시이 카츠히토
- 유어 넥스트 - 애덤 윈가드

### 리얼 투 릴 부문
- 아리랑 - 김기덕
- 더 보이 후 워즈 어 킹 - 안드레이 파우노프
- 코믹-콘 에피소드 포: 어 팬스 호프 - 모건 스펄록
- 크레이지 호스 - 프레더릭 와이즈먼
- 다크 걸스 - 빌 듀크 외 1명
- 마스터 오브 더 포지스 오브 헬 - 리티 판
- 더 에듀케이션 오브 아우마 오바마 - 브라웬 옥파코
- 게하드 리치터 페인팅 - 코린나 벨츠
- 걸 모델 - 데이빗 레드몬 외 1명
- 아임 캐럴린 파커 - 조나단 드미
- 인 마이 마더스 암스 - 아테아 알 다라지 외 1명
- 인투 더 어비스 - 베르너 헤어조크
- 라스트 콜 앳 디 오아시스 - 제시카 유
- 라스트 독스 오브 윈터 - 코스타 보티스
- 라스트 글래디에이터 - 알렉스 기브니
- 파라다이스 로스트 3: 퍼거토리 - 조 벨링거 외 1명
- 폴 윌리엄스 스틸 얼라이브 - 스티븐 케슬러
- 핑크 리본 주식회사 - 레아 풀
- 삼사라 - 론 프릭크
- 사라 폴린 - 유 베처! - 닉 브룸필드 외 1명
- 스토리 오브 필름: 엔 오디세이 - 마크 코신스
- 서바이빙 프로그레스 - 마티유 로이 외 1명
- 톨 맨 - 토니 크라위츠
- 언디피티드 - 다니엘 린제이 외 1명
- 어버나이즈드 - 게리 허스트윗
- 홀스 글로리 - 미카엘 글라보거

### 캐나다 단편 부문
- 4am - 제닌 펑
- 아쿠아 - 라하 시라지
- 애프터눈 티 - DJ 파마
- 컨버스천 - 레노 할리
- 디레일멘츠 - 첼시 맥멀란
- 데빌즈 듀 - 알렉산더 고레릭
- 더블에스 위드 슬라이트 페퍼 - 이안 하나린
- 엑스트로 - 니콜라스 파이
- A Film Portrait on Reconstructing 12 Possibilities that Preceded the Disappearance of Zoe Dean Drum - Eduardo Menz
- 더 퓨즈: 오어 하우 아이 번드 시몬 볼리바 - 이고르 드랴차
- 하트 오브 라임 - 코리 보리스
- 홉 - 페드로 피레
- If I Can Fly - Yoakim Belanger
- 이슈 - 엔리코 콜라토니 외 1명
- 라이 다운 앤드 다이 - 카일 샌더슨
- 소극장; 양배추의 미네랄에 대한 오마주 - 스테파니 더들리
- 맨딥 - 다린 클리멕
- 노 워즈 케임 다운 - 라이언 플라워스
- 인생열차 - 마티유 트렘블레이
- 원 나이트 위드 유 - 진 르블랑
- 오라 - 필립 베이로크
- 파리 퀸테트 - 벤자민 스추어트제
- 패치 타운 - 크레이그 굿윌
- 패스웨이즈 - 더스티 맨치넬리
- 퍼데스트리언 자 - 에반 모건
- 레드 버진 - 쉬러 파이
- 어 리버 인 더 우즈 - 크리스찬 스팍스
- 라 론데 - 소피 고예트
- 솔러 윈드 - 이안 라가드
- 소리, 라비 - 마크 슬러츠키
- 스피릿 오브 더 블루버드 - 스티니 쿡 외 1명
- 선데이스 - 진 귀욤 바스티앙
- 서베일런트 - 얀 지루
- 타블라 라사 - 매튜 랜킨
- 스로트 송 - 미란다 드 펜시어
- 트로터 - 아르노 브리즈보이스 외 1명
- 업 인 커티지 컨츄리 - 사이먼 에니스
- 와닝 - 지나 허러스티
- 위 이트 더 칠드런 라스트 - 앤드류 시비디노 외 1명
- 웨이트 오브 엠티네스 - 알랭 푸니
- The Yodeling Farmer - 마이크 마리니억 외 1명

### 특별한 발표 부문
- 11 플라워즈 - 왕 샤오슈아이
- 360 - 페르난도 메이렐레스
- 50/50 - 조나단 레빈
- 아프간 루크 - 마이크 클래튼버그
- 아메리카노 - 마티유 데미
- 위대한 비밀 - 롤랜드 에머리히
- 더 아티스트 - 미셀 하자나비시우스
- 어 베터 라이프 - 크리스 웨이츠
- 브레이크어웨이 - 로버트 라이버먼
- 버닝 맨 - 조나단 텝리츠키
- 카페 드 플로르 - 장 마크 발레
- 더 카드보드 빌리지 - 에르마노 올미
- 치킨 위드 플럼스 - 마르잔 사트라피
- 코리올라누스 - 랄프 파인즈
- 카운트다운 - 허종호
- 댐젤스 인 디스트레스 - 윗 스틸만
- 다크호스 - 토드 솔론즈
- 데스 오브 어 슈퍼히어로 - 이안 피츠기본
- 더 딥 블루 씨 - 테렌스 데이비스
- 더 디센던츠 - 알렉산더 페인
- 드라이브 - 니콜라스 윈딩 레픈
- 에드윈 보이드 - 나단 몰랜도
- 엘리스 - 마우고시카 슈모프스카
- 아이 오브 더 스톰 - 프레드 쉐피시
- 더 퍼스트 맨 - 지아니 아멜리오
- 프렌즈 위드 키즈 - 제니퍼 웨스트펠드
- 군 - 마이클 도즈
- 하베무스 파팜 - 난니 모레티
- 헤드헌터 - 모튼 틸덤
- 힉 - 데릭 마티니
- 더 헌터 - 다니엘 네더임
- 인 다크니스 - 아그네츠카 홀란드
- 인트루더스 - 후안 카를로스 프레스나딜로
- 제프 후 리브스 앳 홈 - 제이 듀플래스 외 1명
- 키홀 - 가이 매딘
- 킬러 조 - 윌리엄 프리드킨
- 라이프 위드아웃 프린서플 - 두기봉
- 라이크 크레이지 - 드레이크 도리머스
- 로우 라이프 - 니콜라스 클로츠
- 마샤 마시 메이 말렌 - T. 숀 더킨
- 모썸 - 판카즈 카푸르
- 우울증 - 라스 폰 트리에
- 무슈 라잘 - 필리프 팔라도
- 더 모스 다이어리즈 - 메리 해론
- 마이 워스트 나이트메어 - 안 퐁텐
- 더 오렌지스 - 줄리언 파리노
- 펄 잼 트웬티 - 카메론 크로우
- 램파트 - 오렌 무버만
- 리벨리온 - 마티유 카소비츠
- 새먼 피싱 인 더 예멘 - 라세 할스트롬
- 쉐임 - 스티브 맥퀸
- 타오제 - 허안화
- 스킨 아이 리브 인 - 페드로 알모도바르
- 슬리핑 뷰티 - 줄리아 리
- 테이크 쉘터 - 제프 니콜스
- 텐 이어 - 제이미 린든
- 테라페르마 - 에마누엘 크리알리스
- 댓 썸머 - 필립 가렐
- 트리쉬나 - 마이클 윈터바텀
- 트윅스트 - 프란시스 포드 코폴라
- 티라노사우르스 - 패디 콘시딘
- 바이올렛 & 데이지 - 제프리 플레쳐
- 시디그 베일 - 웨이 더솅
- 위 니드 투 토크 어바웃 케빈 - 린 램지
- 웨어 두 위 고 나우? - 나딘 라바키
- 더 우먼 인더 피프스 - 파벨 포리코브스키
- 폭풍의 언덕 - 안드리아 아놀드

### 뱅가드 부문
- 캐리 블랑 - 진-밥티스트 레오네티
- 도플갱어 폴 - 딜런 아키오 스미스 외 1명
- 제너레이션 P - 빅토르 긴즈버그
- 헤드샷 - 펜엑 라타나루앙
- 히든 드라이브웨이 - 사라 굿맨
- 아이 엠 어 굿 퍼슨/아이 엠 어 배드 퍼슨 - 잉그리드 베닌거
- 러브 앤드 브루즈 - 로예
- 오슬로, 8월31일 - 요아킴 트리에
- 스노우타운 - 저스틴 커젤
- 디 이어 오브 더 타이거 - 세바스티안 렐리오

### 비젼 부문
- 알프스 - 요르고스 란티모스
- 센추리 오브 버싱 - 라브 디아스
- 컷 - 아미르 나데리
- 드라일레벤 - 비트 빙 데드 - 크리스티안 펫졸드
- 드라일레벤 - 돈 폴로우 미 어라운드 - 도미닉 그래프
- 드라일레벤 - 원 미니트 오브 다크니스 - 크리스토프 호흐호이슬러
- 페이블 오브 더 피쉬 - 아돌포 알릭스 주니어
- 관용의 집 - 베르트랑 보넬로
- 코토코 - 츠카모토 신야
- 라스트 크리스테로즈 - 마티아스 마이어
- 더 론니스트 플래닛 - 줄리아 록테브
- 몬스터 클럽 - 토요타 토시아키
- 더 마운틴 - 가산 살하브
- 버섯 - 비묵티 자야순다라
- 플레이 - 루벤 외스트룬드
- 포르피리오 - 알레한드로 란데스
- 랜덤 - 데비 터커 그린
- 더 리버 유즈드 투 비 어 맨 - 잔 자베일
- 스월 - 엘베시우 마링스 주니어 외 1명
- 디스 사이드 오브 레저렉션 - 후아킴 사피뇨

### 파장 부문
- 349 (포 솔 르윗) - 크리스 케네디
- 99 Clerkenwell Road - Sophie Michael
- Aberration of Light: Dark Chamber Disclosure - Sandra Gibson 외 2명
- 아메리칸 컬러 - 조슈아 보네타
- Ars 콜로니아 - 라야 마틴
- 블랙 미러 앳 더 내셔널 갤러리 - 마크 루이스
- 부케 11-20 - 로즈 로더
- 세빌레 - 케빈 제롬 에버슨
- Coorow-Latham Road - Blake Williams
- Edwin Parker - Tacita Dean
- 엠파이어 - 아피찻퐁 위라세타쿤
- Found Cuban Mounts - Adriana Salazar Arroyo
- 아이 윌 포겟 디스 데이 - 알리나 루드니트스카야
- Loutra/Baths - Alina Rudnitskaya
- Optra Field VII-IX - T. 마리
- A Preface to Red - Jonathan Schwartz
- 레저넌스 - 카렌 요한슨
- The Return - 나다니엘 도어스키
- 손수레 - 벤 리버스
- Sailboat - Joyce Wieland
- 바다 연작 #10 - 존 프라이스
- 우주가 그 곳이다 - 에리코 소노다
- 20개의 담배 - 제임스 베닝
- Untitled - 닐 벨루파
- Young Pines - 우테 오랜드

### 시티 투 시티
- 카프리쵸소스 드 산 텔모 - 앨리슨 머레이
- 더 캣 반드리카 - 카를로스 소린
- City to City Panel: Buenos Aires
- 크레인 월드 - 파블로 트라페로
- 파더랜드 - 니콜라스 프리비데라
- 인베이전 - 휴고 산티아고
- 운 문도 미스테리오소 - 로드리고 모레노
- 폼페야 - 타마에 가라테구이
- 스톤즈 - 로만 카데나스
- 스튜던트 - 산티아고 미트레
- 바쿠에로 - 후안 미누진

### TIFF KIDS 부문
- 퍼스트 포지션 - 베스 카그맨
- 플라잉 머신 - 마틴 클랩
- 어 레터 투 모모 - 오키우라 히로유키
- 몬스터 인 파리 - 비보 베르즈롱

### Next Wave 부문
- 11 플라워즈 - 왕 샤오슈아이
- 50/50 - 조나단 레빈
- 브레이크어웨이 - 로버트 라이버먼
- 더 브룩클린 브라더스 비트 더 베스트 - 라이언 오넌
- 데스 오브 어 슈퍼히어로 - 이안 피츠기본
- 더 포기브니스 오브 블러드 - 조슈아 마스턴
- 코쿠리코 언덕에서 - 미야자키 고로
- 젬 르가르데 레 필레 - 프레드 로프
- 라이크 크레이지 - 드레이크 도리머스
- 무슈 라잘 - 필리프 팔라도
- 파리아 - 디 리스
- 로미오 일레븐 - 이반 그르보비치
- 언디피티드 - 다니엘 린제이 외 1명
- 바이올렛 & 데이지 - 제프리 플레쳐